# Elbert Hubbard

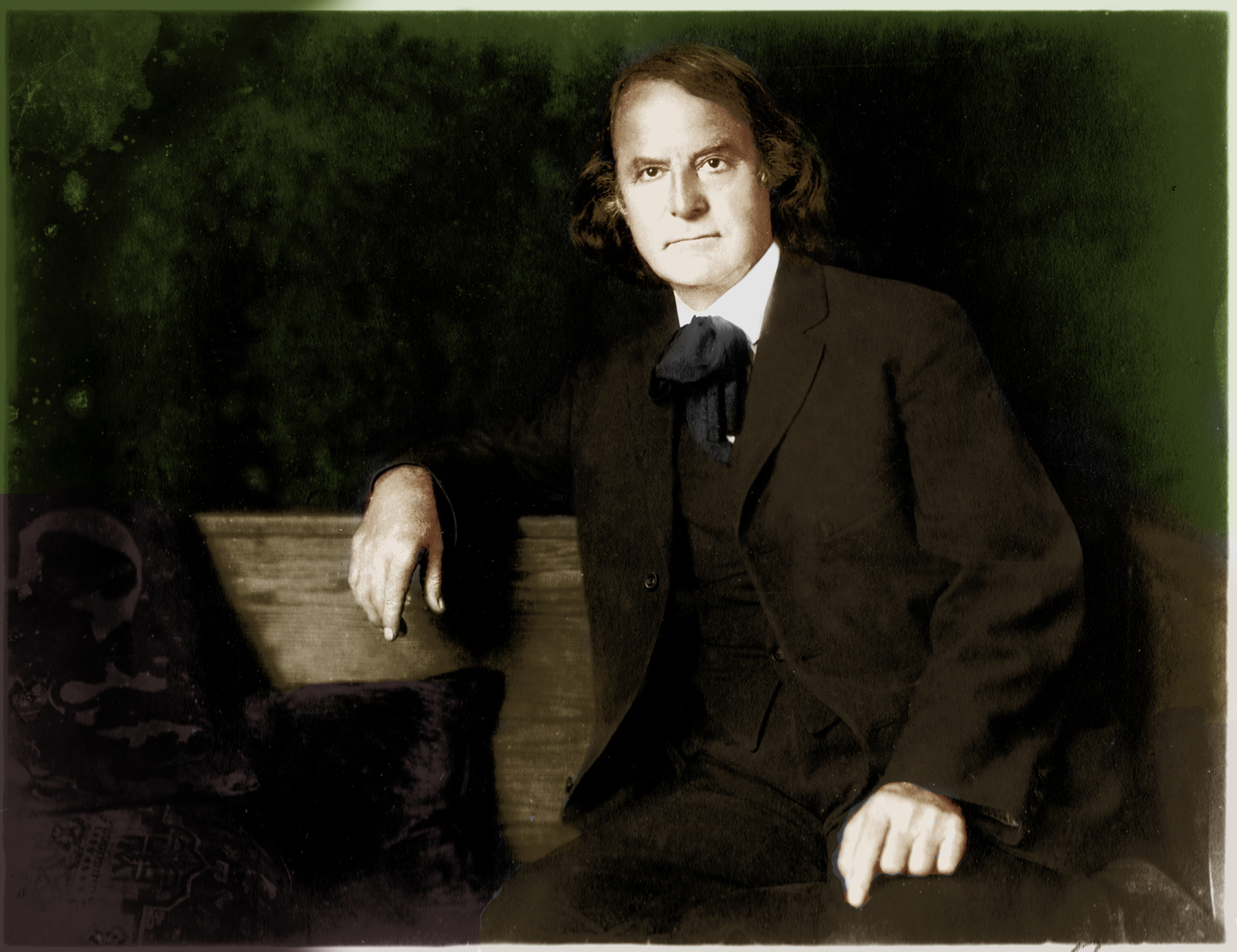
Elbert Hubbard

Elbert Green Hubbard (* 19. Juni 1856 in Bloomington, McLean County, Illinois; † 7. Mai 1915 im Atlantischen Ozean vor der irischen Küste) war ein amerikanischer Schriftsteller, Essayist, Philosoph und Verleger. Er war der Begründer des Roycroft Movement, eines amerikanischen Zweigs des aus England kommenden Arts and Crafts Movement.

## Leben

### Schriftsteller, Verleger
Geboren wurde Hubbard in der Kleinstadt Bloomington, wuchs aber in dem Dorf Hudson, Illinois auf. Als junger Mann ging er nach Buffalo im US-Bundesstaat New York, wo er in dem Unternehmen Larkin Soap Company seines Schwagers John Larkin als leitender Angestellter tätig war. 1891 gab er diese Stelle auf, um sich auf seine schriftstellerische Arbeit zu konzentrieren. Bis 1894 schrieb er vier Romane. Zur selben Zeit war er an der Universität von Harvard in Cambridge, Massachusetts, eingeschrieben, die er aber nach einem Semester verließ. Hubbard war Absolvent der Tufts University in Medford, Massachusetts.
Von Buffalo zog Hubbard in die Kleinstadt East Aurora, N.Y., wo er ab 1895 eine Kunstdruckerei betrieb, als Herausgeber und Journalist tätig war und das Roycroft Movement begründete.
Außerdem war er freier Journalist, Kritiker und Verleger. Hubbard gründete 1895 die monatlich erscheinende Zeitschrift The Philistine (Der Spießbürger), für die er als Herausgeber und Schreiber tätig war. Im selben Jahr folgte Little Journeys (Kleine Reisen) und 1908 kam The Fra (Der Ordensbruder) hinzu. Alle drei Zeitschriften erschienen bis zu Hubbards Tod 1915.
Er ist hauptsächlich bekannt für seine biografischen Essays. In der Märzausgabe des Philistine von 1899 erschien Hubbards Essay A Message to Garcia. Darin berichtet er vom Soldaten Rowan, der im Spanisch-Amerikanischen Krieg von 1898 den Befehl erhielt, einen Brief an den kubanischen General García zu überbringen. Hubbard beschreibt, wie Rowan, ohne zu zögern und ohne Einwände und Nachfragen, den Brief an sich nimmt, allein den in den kubanischen Bergen vermuteten García ausfindig macht und den Brief zustellt. Hubbard lobt Rowans Pflichtbewusstsein, Willensstärke und Loyalität. Im Vergleich bemängelt er die Arbeitsmoral seiner Angestellten, die solche Tugenden zu wünschen übrig ließen.
Nachricht an Garcia (engl. A Message to García) stieß auf Zustimmung unter Arbeitgebern und Militärbefehlshabern in der ganzen Welt, die den Text unter ihren Angestellten und Untergebenen massenhaft verteilen ließen. Als Büchlein gedruckt erreichte das Werk auf diese Weise die Gesamtauflage von 40 Millionen Exemplaren.
Hubbard war ferner ein begeisterter Pferdezüchter und als solcher sprach er bei den jährlichen Treffen der Gesellschaft zur Ergreifung von Pferdedieben in Dedham.
Als 1912 der amerikanische Kongressabgeordnete und Mitinhaber des New Yorker Warenhauses Macy’s, Isidor Straus, mit seiner Frau beim Untergang der Titanic ums Leben kam, äußerte sich Hubbard anerkennend über das Ehepaar. Er bewunderte den Umstand, dass die Eheleute, die ihr ganzes Leben zusammen verbracht hatten, auch im Tod nicht auseinandergegangen waren: „Mr. und Mrs. Straus, ich beneide Sie um das Vermächtnis der Liebe und Loyalität, das Sie ihren Kindern und Enkeln hinterlassen haben. Den stillen Mut, den Sie in Ihren langen Leben und erfolgreichen Karrieren hatten, besaßen Sie auch im Tod. Sie wussten, wie man die großen Dinge tut – wie man lebt, wie man liebt und wie man stirbt.“ Hubbard konnte nicht wissen, dass ihn das gleiche Schicksal erwartete.
Über den Tod im Allgemeinen sagte er: „Es gibt zwei adäquate Arten zu sterben: Entweder in hohem Alter oder durch einen Unfall. Krankheit oder Selbstmord sind inakzeptabel.“

### Roycroft
Von den Ideen des englischen Malers und Schriftstellers William Morris inspiriert, gründete Hubbard 1895 in East Aurora die Roycroft-Gesellschaft, einen Abzweig der im späten 19. und frühen 20. Jahrhundert populären Künstlerbewegung Arts and Crafts Movement. Roycroft war eine Vereinigung aus Künstlern, Handwerkern, Designern und Schriftstellern, die Einfluss auf amerikanische Architektur, Design und
Schriftstellerei hatten.
Ihr Hauptsitz war der Roycroft Campus, wo auch die jährliche Hauptversammlung, die Roycrofter’s Annual Convention, stattfand. Er gründete den Verlag Roycroft Press, dessen Vorbild die Kelmscott Press von William Morris war. Hinzu kam der Roycroft Shop, der die von Roycroft produzierten Bücher, Möbel und sonstigen Güter vertrieb. Die Roycroft-Gesellschaft wuchs bis 1900 auf etwa 500 Mitglieder an.

## Familie
Hubbard war der Sohn von Silas Hubbard (1821–1917) und dessen Frau Juliana Frances Read (1829–1924), die 1849 in Buffalo, New York geheiratet hatten. Der Vater war ein promovierter Arzt, Phrenologe, Vize-Präsident der Buffalo Medical Association und hatte sich auch gelegentlich als Journalist und Schriftsteller hervorgetan. 1904 veröffentlichte Silas Hubbard das Buch John D. Rockefeller And His Career, ein Enthüllungsbuch über den amerikanischen Unternehmer John D. Rockefeller.
Hubbard war das dritte von acht Kindern, von denen nur fünf das Erwachsenenalter erreichten. Er war der einzige Junge, der über das Kindesalter hinauskam: Die Zwillinge William und Edward starben nur wenige Tage nach ihrer Geburt im Dezember 1858 und das erstgeborene Kind Charles Silas Hubbard verstarb 1860 im Alter von 10 Jahren, was seine Mutter nie verkraftete. Seine Schwestern waren Frances Hannah (1853–1922), Anna Mirenda (1860–1899), Mary Elizabeth (1864–1942) und Honore Chadbourn (1868–1960). Frances heiratete John Durant Larkin, Gründer des Seife herstellenden Unternehmens Larkin Soap Company in Buffalo.
Am 30. Juni 1881 heiratete er in Normal, Illinois Bertha C. Crawford (1861–1946). Sie war die Tochter von James S. Crawford und Elizabeth Hinkle, einem wohlhabenden Ehepaar aus Allegany County, Maryland. Zusammen lebten sie zunächst in Buffalo, zogen aber 1884 nach East Aurora.
Das Ehepaar hatte vier gemeinsame Kinder: Elbert Green Hubbard II (1882–1970), Ralph Hubbard (1886–1980), Sanford Hubbard (1887–1955) und Katherine Crawford Hubbard (1896–1961). Nachdem Bertha herausfand, dass ihr Ehemann sie seit Jahren betrog, ließ sie sich 1903 scheiden und beantragte das Sorgerecht für die Kinder. Hubbard sagte später, dass er seine erste Ehe als spießig und frustrierend empfunden hatte und dass sich seine Frau „mehr für ihre Topfpflanzen interessiert hatte, als für ihn“. Bertha, die eine große Rolle bei der Gründung und Führung von Roycroft gespielt hatte, wurden gerichtlich monatliche Tantiemen aus dem Umsatz von Roycroft zugesprochen. Sie blieb unverheiratet und starb 1946 in Washington, D.C. im Alter von 85 Jahren.
Um 1890 entwickelte sich zwischen dem unglücklich verheirateten Hubbard und der späteren Frauenrechtlerin und Schriftstellerin Alice Moore (1861–1915) eine Romanze. Alice war zu der Zeit noch als Lehrerin an der East Aurora Academy tätig und unterrichtete Hubbards Kinder. Die lebhafte junge Frau, die mit Bertha Hubbard im örtlichen Schulausschuss saß und auch zeitweise im Haus der Hubbards lebte, empfand Hubbard als anziehend. 1894 ging die gemeinsame Tochter Miriam aus dem Verhältnis hervor. Miriam wurde später wie ihre Mutter eine engagierte Frauenrechtlerin. Elbert und Alice heirateten am 20. Januar 1904 in Bridgeport, Connecticut.

## Tod
1915 kam Hubbard mit seiner Ehefrau beim Untergang des britischen Ozeandampfers Lusitania vor der irischen Küste ums Leben. Hubbard wollte näher am Kriegsgeschehen sein, um für seine Zeitschriften darüber berichten zu können. Er war sich der Gefahr, von deutschen U-Booten angegriffen zu werden, bewusst; nicht zuletzt, weil vor der Abfahrt der Lusitania jede Zeitung darüber berichtet hatte. Als das Schiff am 1. Mai in New York ablegte, wurde Hubbard, wie andere prominente Passagiere auch, von Reportern interviewt, die ihn fragten, ob er sich wegen der U-Boot-Gefahr sorge. Er sagte: „Ich würde es den Deutschen nicht übel nehmen, wenn sie die Lusitania versenkten. Das könnte eine gute Sache für mich sein. Ich würde mit ihr untergehen und in die Ruhmeshalle eingehen. Ich wäre ein Held, der in die Geschichte eingeht.“ Außerdem gab er an, Kaiser Wilhelm II., den er Bill Kaiser nannte, interviewen zu wollen.
Das Paar belegte die Erste-Klasse-Kabine B-70. Als das Schiff sechs Tage nach der Abfahrt im irischen Kanal angegriffen und versenkt wurde, befanden sich die Hubbards an Deck. Sie wollten nach dem Mittagessen frische Luft schnappen und Tennis spielen. Sie legten keine Schwimmwesten an, bestiegen kein Rettungsboot und sprangen nicht. Zuletzt wurde Hubbard gesehen, wie er mit seiner Frau, die Zeugenaussagen zufolge unter Schock zu stehen schien, einen Raum auf dem Bootsdeck betrat und die Tür hinter sich schloss. 1200 Menschen starben, darunter Elbert und Alice Hubbard, deren Leichen nie gefunden wurden.

## Postum
In Gedenken an Elbert Hubbard und seine Frau veröffentlichte die Roycroft Press das Buch In Memoriam: Elbert and Alice Hubbard. Es enthielt Beiträge von vielen von Hubbards Bekannten und Bewunderern, darunter Persönlichkeiten wie die Autoren Roger Babson und Ernest Thompson Seton, die Frauenrechtlerin Anna Howard Shaw, der Botaniker Luther Burbank, der amerikanische Innenminister Franklin Knight Lane, die Dichter James Whitcomb Riley und Ella Wheeler Wilcox, der Comiczeichner Richard Felton Outcault, der Ketchupmagnat Henry John Heinz oder der Friedensnobelpreisträger Elihu Root.
Hubbards Vermögen wurde zwischen seinem ältesten Sohn Elbert II („Bert“) und seiner Tochter aus zweiter Ehe, Miriam, aufgeteilt. Seine drei anderen Kinder hat er in seinem Testament nicht berücksichtigt. Hubbards ältester Sohn übernahm die Leitung von Roycroft, die sich im Zug der Great Depression auflöste. Der Roycroft Shop existierte bis 1938. Die Roycroft Campus Corporation, die von Hubbards Tochter Miriam unterstützt wurde, ist heute für die Pflege des historischen und künstlerischen Erbes von Roycroft zuständig.
Am 21. Juni 1931 wurde an der Ecke Grove Street und Main Street in Hubbards Geburtsort Bloomington zu seinen Ehren eine bronzene Gedenktafel aufgestellt. Am Eingang des Hubbard Park am Lake Bloomington wurde zudem eine Plakette zum Andenken an seinen Vater errichtet.

## Werke
- The Song Of Songs (1895)
- A Message to Garcia (1899)
- Time And Chance (1899)
- Kipling’s Barbaric Yawp (1899)
- So Here Cometh White Hyacinths (1907)
- Man Of Sorrows (1908)
- Health And Wealth (1908)
- Who Lifted The Lid Off Hell? (1915)